# Cheryl Hines
Cheryl Ruth Hines (Los Angeles, Califòrnia, Estats Units, 21 de setembre de 1965) és una actriu estatunidenca coneguda pel seu paper de la dona de Larry David a la sèrie d'HBO Curb Your Enthusiasm pel qual fou nominada a dos Premis Emmy.

## Biografia
Hines és originària de Los Angeles (Califòrnia). Assistí a la Universitat de Virgínia de l'oest, i es graduà a la Universitat d'Ucla. Estudià teatre i producció televisiva, però no fou fins que es traslladà a Los Angeles i estudià a The Groundlinds Theater que sentí que realment havia après a fer comèdia, improvisar i escriure esquetxos.

## Filmografia
- Cheap Curry and Calculus (1996)
- Curb Your Enthusiasm (sèrie de TV) (2000-)
- Reno 911! (sèrie de TV) (2003)
- Double Bill (telefilm) (2003)
- Along Came Polly (2004)
- Father of the Pride (sèrie de TV) (2004)
- Herbie: Fully Loaded (2005)
- Ashley & Scott (sèrie de TV) (2006-)
- Our Very Own (2005)
- Casaments per encàrrec (Cake) (2005)
- Scrubs (sèrie de TV) (2006)
- Bickford Shmeckler's Cool Ideas (2006)
- RV (2006)
- Keeping Up with the Steins (2006)
- Waitress (2007)
- The Grand (2008)
- El miracle de Henry Poole (2008)
- The American Camp (2009)
- Labor Pains (2009)
- The Ugly Truth (2009)
- The Legend of Secret Pass (2010)
- Wright vs. Wrong (2010)
- Love Bites (2010)
- The Super Hero Squad Show (2010)
- Space Chimps 2: Zartog Strikes Back (2010)
- A Fairly Odd Movie: Grow Up, Timmy Turner! (2011)
- Suburgatory (2011-present)
- A Fairly Odd Christmas (2012)
- Hollywood Game Night (2013)
- Life After Beth (2014)
- The Crazy Ones (2014)
- Think Like a Man 2 (2014)
- El benefactor (2015)
- Nine Lives (2016)

## Premis i nominacions

### Nominacions
- 2003: Primetime Emmy a la millor actriu secundària en sèrie còmica per Curb Your Enthusiasm
- 2006: Primetime Emmy a la millor actriu secundària en sèrie còmica per Curb Your Enthusiasm